# Liste der denkmalgeschützten Objekte in Gresten
Die Liste der denkmalgeschützten Objekte in Gresten enthält die 24 denkmalgeschützten, unbeweglichen Objekte der Gemeinde Gresten.

## Denkmäler
| Foto  |                 | Denkmal                                                                                      | Standort                                          | Beschreibung | Metadaten |
| ----- | --------------- | -------------------------------------------------------------------------------------------- | ------------------------------------------------- | --- | --- |
| ja    | Datei hochladen | Gemeindeamt HERIS-ID: 25884 Objekt-ID: 22333                                                 | Badgasse 1 Standort KG: Gresten                   | Das Rathaus in der Badgasse (Identadresse Unterer Markt 24), ein ehemaliges Eisenprovianthändlerhaus, gelangte 1850 in Gemeindebesitz. Der Bau wurde mehrfach umgestaltet, die äußere Kubatur stammt aus dem 17. Jahrhundert. Das zweigeschoßige Gebäude hat ein steiles Schopfwalmdach mit Gaupen, einen rückseitigen Erker und Sprossenfenster. | BDA-Hist.: Q37897181 Status: § 2a Stand der BDA-Liste: 2025-06-30 Name: Gemeindeamt GstNr.: .288/1                                                                                       |
| ja    | Datei hochladen | Gartlmühle, ehem. Walzmühle – Baudetails HERIS-ID: 25885 Objekt-ID: 22334                    | Badgasse 6 Standort KG: Gresten                   | Die Gartlmühle stammt in ihrer Substanz weitgehend aus dem letzten Viertel des 16. Jahrhunderts. Der hakenförmige, zweigeschoßige Bau unter steilem Walmdach hat straßenseitig einen polygonalen Aufgangserker mit Ortsteinquaderung über einer Wappen- bzw. Löwenmaskenkonsole und Reste sgraffitierter Details (bezeichnet (15)98 und ehemals 1611), einige Steingewändefenster teilweise mit Steckgittern sowie Klostergitterfenster aus dem 18. Jahrhundert. Im Inneren Stichkappentonnen. Das Gebäude verfällt. | BDA-Hist.: Q37897196 Status: Bescheid Stand der BDA-Liste: 2025-06-30 Name: Gartlmühle, ehem. Walzmühle – Baudetails GstNr.: .301/1 Gartlmühle, Gresten                                  |
| ja    | Datei hochladen | Aufnahmsgebäude Gresten HERIS-ID: 25886 Objekt-ID: 22335                                     | Bahnhofstraße 9 Standort KG: Gresten              | Der Endbahnhof der Lokalbahn Ober-Grafendorf–Gresten, ein zweigeschoßiger Bau mit steilem Walmdach, wurde 1913/1914 erbaut. Hakenförmig daran angeschlossen ist ein eingeschoßiger Bahnsteig in Form eines Laubentrakts mit Halbwalmdach. | BDA-Hist.: Q37897210 Status: Bescheid Stand der BDA-Liste: 2025-06-30 Name: Aufnahmsgebäude Gresten GstNr.: 6448/1 Aufnahmsgebäude Bahnhof Gresten                                       |
| ja    | Datei hochladen | Pfarrhof HERIS-ID: 25883 Objekt-ID: 22332                                                    | Friedhofgasse 1 Standort KG: Gresten              | Der hakenförmige, zweigeschoßige Bau stammt im Kern aus dem 15. Jahrhundert, die Fassade zum Unteren Markt mit ihrer Riesenpilastergliederung und verkröpftem Gebälk aus der Zeit um 1700. Zur Kirche hin gibt es eine spätgotische Luke und ein Gebälkportal unter einer Nischenstatue der Maria Immaculata aus der Mitte des 18. Jahrhunderts. | BDA-Hist.: Q37897164 Status: § 2a Stand der BDA-Liste: 2025-06-30 Name: Pfarrhof GstNr.: .281 Pfarrhof Gresten                                                                           |
| ja    | Datei hochladen | Kath. Pfarrkirche hl. Nikolaus HERIS-ID: 25880 Objekt-ID: 22329                              | Friedhofgasse 2 Standort KG: Gresten              | Die Pfarrkirche vom Bautyp einer Basilika, mit in Höhe und Breite gegenüber dem Hauptschiff stark zurücktretenden Seitenschiffen, wurde im 15. Jahrhundert anstelle eines Vorgängerbaus aus der Zeit um 1200 errichtet und auf den hl. Nikolaus geweiht. Der Altarraum erfuhr 1966 eine Neugestaltung, zugleich wurde der Abschluss des rechten Seitenschiffs als Taufplatz adaptiert. | BDA-Hist.: Q37897103 Status: § 2a Stand der BDA-Liste: 2025-06-30 Name: Kath. Pfarrkirche hl. Nikolaus GstNr.: .283 Pfarrkirche hl. Nikolaus, Gresten                                    |
| ja    | Datei hochladen | Salcherkapelle (auch Galgenkogelkapelle) HERIS-ID: 65796 Objekt-ID: 78665                    | bei Hunnenstraße 11 Standort KG: Gresten          | Die barocke Salcher- oder Galgenkogelkapelle wurde 1739 von einem wohlhabenden Hammerherren gestiftet, der sich mit seinen Initialen auf dem Balken oberhalb des Tores verewigen ließ. Das schmiedeeiserne Tor mit aufwändigem Laubwerk führt in einen Innenraum mit quadratischem Kreuzgratgewölbe. Zur Ausstattung zählen ein Kruzifix und eine Statuette vom Typ Maria auf der Weltkugel. Bei einer Renovierung im frühen 21. Jahrhundert kamen nach der Entfernung mehrerer Farbschichten Deckenmalereien zum Vorschein, die 20 schwarze Putti mit Passionswerkzeugen in ihren Händen darstellen. Der Standort der Kapelle liegt an dem Weg zur ehemaligen Hinrichtungsstätte von Gresten – dem Galgenkogel. Die zum Tode verurteilten Personen konnten hier ihr letztes Gebet sprechen. Die Deckenmalerei wird dahingehend interpretiert, dass sie den Delinquenten den Erlösungsgedanken nahebringen sollten. | BDA-Hist.: Q38111679 Status: Bescheid Stand der BDA-Liste: 2025-06-30 Name: Salcherkapelle (auch Galgenkogelkapelle) GstNr.: 2016/2 Salcherkapelle, Gresten                              |
| ja    | Datei hochladen | Kongregationshaus, ehem. Eisenprovianthändlerhaus HERIS-ID: 25890 Objekt-ID: 22339           | Oberer Markt 12 Standort KG: Gresten              | Das „Landhaus Heller“, Kongregationshaus der Schwestern des Dritten Ordens des hl. Franziskus, ehemalige Industriellenvilla, stammt in der Substanz aus dem 3. Viertel des 18. Jahrhunderts. Unter einem steilen Walmdach mit Gaupen findet sich eine Rieselputzfassade mit Silhouettepilastern, eine renovierte Wandmalerei der Madonna aus der Bauzeit, ebenso die seitliche Tormauer mit einem Rundbogenportal. Außen ist eine Gedenktafel für Joseph de Zasse, 1908, angebracht. Innen einige engwinkelig gewölbte Räume aus dem 17. Jahrhundert. Der rückseitige ehemalige Wirtschaftstrakt, ein eingeschoßiger Bau mit Satteldach, stammt aus der Mitte des 19. Jahrhunderts. Im Garten achteckiges Salettl und Kegelbahn um 1900, Glashaus um 1932. | BDA-Hist.: Q37897226 Status: Bescheid Stand der BDA-Liste: 2025-06-30 Name: Kongregationshaus, ehem. Eisenprovianthändlerhaus GstNr.: 1844/2 Kongregationshaus, Oberer Markt 12, Gresten |
| ja    | Datei hochladen | Figurenbildstock Maria Immaculata HERIS-ID: 25074 Objekt-ID: 21489                           | bei Oberer Markt 13 Standort KG: Gresten          | Die Statue der Maria Immaculata in der Allee des Oberen Marktes ist mit 1728 bezeichnet und von schmiedeeisernem Bandlwerkgitter eingezäunt. | BDA-Hist.: Q37889933 Status: § 2a Stand der BDA-Liste: 2025-06-30 Name: Figurenbildstock Maria Immaculata GstNr.: 6427/2 Maria Immaculata, Oberer Markt, Gresten                         |
| ja    | Datei hochladen | Bürgerhaus, ehem. Maurerhaus HERIS-ID: 25893 Objekt-ID: 22342                                | Oberer Markt 24 Standort KG: Gresten              | Die hakenförmige Anlage, deren Nordteil im Kern aus dem 16./17. Jahrhundert stammt, wurde 1830/40 aufgestockt und erhielt Silhouettepilaster und ein Walmdach mit Gaupen. 1930 Anbau mit Walmdach sowie runder Eckerker mit Ortsteinquaderung im Obergeschoß, um 1940 Portalvorbau und Gartentor in Form eines durchbrochenen Sonnenrades. Im Erdgeschoß eine Kerbschnittbalkendecke, die mit 1731 bezeichnet ist. | BDA-Hist.: Q37897242 Status: Bescheid Stand der BDA-Liste: 2025-06-30 Name: Bürgerhaus, ehem. Maurerhaus GstNr.: .236 Maurerhaus, Oberer Markt 24, Gresten                               |
| ja    | Datei hochladen | Spörkenhof, ehem. Hammerherrenhaus HERIS-ID: 25894 Objekt-ID: 22343                          | Schönauergasse 5 Standort KG: Gresten             | Der Spörkenhof, ein ehemaliges, urkundlich bereits 1588 erwähntes Hammerherrenhaus, war unter der Familie Schönauer in der Zeit von 1861 bis 1940/45 eine berühmte Sichelfabrik. Die vierseitige Anlage war ehemals von einem Wassergraben umgeben, der Wohntrakt stammt im Kern aus dem 16. Jahrhundert. Der zweigeschoßige Bau unter steilem Walmdach hat einen polygonal vortretenden Eckturm mit Zeltdach, beide Dächer mit Biberschwanzdeckung. Die Riesenputzfassaden sind durch Silhouettepilaster und Gesimsbänder strukturiert, Stegrahmenfenster um 1840 (?), über dem Oberlichtportal ein Medaillon des hl. Florian in Wandmalerei. Die hofseitige Außentreppe mit gestufter Steinbrüstung stammt aus dem 16. Jahrhundert. Innen befinden sich mehrere Gewölbe aus der Mitte des 16. Jahrhunderts, im Turm ein Netzgratgewölbe aus überschnittenen Schleifen. Der hakenförmig anschließende Wirtschaftstrakt wurde 1840 erbaut, mit Satteldach, Schulterportal und einer gemalten Sonnenuhr mit Jahreszahl „1230“. | BDA-Hist.: Q37897257 Status: Bescheid Stand der BDA-Liste: 2025-06-30 Name: Spörkenhof, ehem. Hammerherrenhaus GstNr.: .210/1 Spörkenhof, Gresten                                        |
| ja    | Datei hochladen | Straßenbrücke HERIS-ID: 25078 Objekt-ID: 21493                                               | bei Schönauergasse 8 Standort KG: Gresten         | Die Brücke über die Kleine Erlauf, 1881 erbaut, ist ein tonnenunterwölbter Bruchsteinbau mit einer zur Mitte ansteigenden Betonbrüstung neueren Datums. In der Mitte südseitig ein flaches Eisenkruzifix. | BDA-Hist.: Q37890005 Status: § 2a Stand der BDA-Liste: 2025-06-30 Name: Straßenbrücke GstNr.: 6427/14 Straßenbrücke Kleine Erlauf, Gresten                                               |
| ja    | Datei hochladen | Bildstock HERIS-ID: 25076 Objekt-ID: 21491                                                   | bei Schulstraße 20 Standort KG: Gresten           | Der Bildstock ist mit 1607 bezeichnet. | BDA-Hist.: Q37889971 Status: § 2a Stand der BDA-Liste: 2025-06-30 Name: Bildstock GstNr.: 2061/6                                                                                         |
| ja    | Datei hochladen | Wegkapelle hl. Johannes Nepomuk HERIS-ID: 25075 Objekt-ID: 21490                             | Ybbsbachstraße 1, vor Standort KG: Gresten        | Nischenkapelle unter einem Zeltdach mit einer Statue des Johann Nepomuks um 1722/30 in einer Rundbogennische. | BDA-Hist.: Q37889954 Status: Bescheid Stand der BDA-Liste: 2025-06-30 Name: Wegkapelle hl. Johannes Nepomuk GstNr.: 6427/17                                                              |
| ja    | Datei hochladen | Ehem. Kino, Kulturschmiede HERIS-ID: 25730 Objekt-ID: 22174                                  | Spörken 1 Standort KG: Gresten                    | Das Kino wurde 1950/51 nach Plänen von Franz Zajicek anstelle eines Hammerwerks errichtet, 1971/72 erfolgte der Zubau eines Musikheims durch denselben Architekten. Der zweigeschoßige Rechteckraum hatte einen dreiseitigen, von schlanken Pfeilern gestützten Emporengang mit einem seitlichen Treppenaufgang. Die Wandmalerei zeigte Schauspieler und Landschaftselemente. Das Kino wurde 1996 zu einem multifunktionalen Veranstaltungsraum, der Kulturschmiede, umgebaut. | BDA-Hist.: Q37896124 Status: Bescheid Stand der BDA-Liste: 2025-06-30 Name: Ehem. Kino, Kulturschmiede GstNr.: .476                                                                      |
| ja    | Datei hochladen | Ehem. Benefiziatenhaus HERIS-ID: 32431 Objekt-ID: 29537                                      | Unterer Markt 27 Standort KG: Gresten             | Das Wohnhaus stammt im Kern aus dem 4. Viertel des 18. Jahrhunderts und hat einen rechteckigen Haustürstock mit einer klostervergitterten Oberlichte und einen Mittelflur mit einer Stuckfelddecke aus dem 4. Viertel des 18. Jahrhunderts. | BDA-Hist.: Q37947890 Status: § 2a Stand der BDA-Liste: 2025-06-30 Name: Ehem. Benefiziatenhaus GstNr.: .279                                                                              |
| ja    | Datei hochladen | Wohnhaus, Gstettenhof HERIS-ID: 25072 Objekt-ID: 21487                                       | Unterer Markt 28 Standort KG: Gresten             | Der ursprünglich bischöflich regensburgische Gstettenhof wurde 1301 urkundlich erwähnt. Die heutige dreiseitige Anlage stammt im Kern aus dem 18. Jahrhundert, Fassaden- und Vorgartengestaltung erfolge 1923. Die Straßenfront ist im Obergeschoß asymmetrisch erhöht, darüber ein Walmdach, über der korbbogigen Durchfahrt ein Zwerchgiebel. Die Klostergitterkästen im Erdgeschoß stammen aus dem Jahr 1946. Vor dem schlichten Stegrahmenportal ein Paar spätbarocker Putten auf Postamenten in sekundärer Aufstellung mit kettenverbundenen Begrenzungspfeilern. Der Entwurf der Holzveranda in der Gartenfront stammt von Josef Hoffmann, der Gartenentwurf von Emmerich Ormos vor 1930, im Garten ein rundes Wasserbecken mit einem spätbarocken Putto mit Fisch. | BDA-Hist.: Q37889911 Status: Bescheid Stand der BDA-Liste: 2025-06-30 Name: Wohnhaus, Gstettenhof GstNr.: 1966/1 Gstettenhof, Gresten                                                    |
| ja    | Datei hochladen | Ehem. Karner HERIS-ID: 25882 Objekt-ID: 22331                                                | Unterer Markt 33 Standort KG: Gresten             | Der zweigeschoßige Kapellenbau mit polygonalem Schluss stammt aus dem 4. Viertel des 15. Jahrhunderts, um 1800 (?) erfolgte der Umbau zum Mesnerhaus (Einbau von Schulterbogenfenstern), das abgewalmte Satteldach stammt aus der Zeit um 1900. Die südliche Aufgangstür hat ein Weihwasserbecken aus der Bauzeit, das Gebälkportal zum Untergeschoß ein Sonnenradtürblatt aus der 2. Hälfte des 18. Jahrhunderts ursprünglich vom Pfarrhof. Das 1954 gegründete Museum besitzt einige Schmiedearbeiten aus dem 18. bis 20. Jahrhundert, bäuerlichen Hausrat, zwei halbfigurige Engelsreliefs aus der Mitte des 17. Jahrhunderts und Exponate der Hammerherrenzeit (Zunftkrug von 1576, Zunfttruhe von 1660). | BDA-Hist.: Q37897149 Status: § 2a Stand der BDA-Liste: 2025-06-30 Name: Ehem. Karner GstNr.: .284                                                                                        |
| ja    | Datei hochladen | Friedhof HERIS-ID: 22744 Objekt-ID: 19083                                                    | Mitterweg 23a Standort KG: Gresten                | Der Friedhof wurde 1792 angelegt und 1899 erweitert. Am Eingang eine schmiedeeiserne Neorokoko-Gittertür zwischen Pfeilern aus der Zeit um 1900, das Friedhofskruzifix von 1912. Die Gruftkapelle Joseph Freiherr von Knorr wurde 1840 errichtet, die Gruftkapelle Familie Berg 1858, beide neugotisch. Daneben noch das Grabmal der Familie Pasching mit einem Schmiedeeisenkruzifix mit bemaltem Silhouettekorpus aus der Mitte des 18. Jahrhunderts. | BDA-Hist.: Q37872306 Status: § 2a Stand der BDA-Liste: 2025-06-30 Name: Friedhof GstNr.: 2057/4 Friedhof Gresten                                                                         |
| ja    | Datei hochladen | Ehem. Kirchhof HERIS-ID: 25881 Objekt-ID: 22330                                              | bei Friedhofgasse 2 Standort KG: Gresten          | Die Kirchhofmauer schließt nördlich der Kirche an den Karner an und stammt im Kern aus dem 15./16. Jahrhundert. An ihr 8 Grabsteine aus der Kirche aus dem 15. bis 18. Jahrhundert, Priestergrabplatten Johann Lossdorffer 1475, Wolfgang Sengseysen 1529 und Matthias Münzenriether Mitte des 17. Jahrhunderts, weiteres Wappengrabsteine von Johan Adam Madelseder 1633, Abraham und Sophie Enezinger 1655, Maria Elisabetha Holzermair 1729, Elisabeth Braun 1645 und Anna Regina von Rain 1644. | BDA-Hist.: Q37897134 Status: § 2a Stand der BDA-Liste: 2025-06-30 Name: Ehem. Kirchhof GstNr.: 6427/13 Pfarrkirche hl. Nikolaus, Gresten                                                 |
| ja    | Datei hochladen | Wegkapelle Mariahilf, Florianikapelle HERIS-ID: 25077 Objekt-ID: 21492                       | Mariahilfstraße 2, gegenüber Standort KG: Gresten | Die Florianikapelle wurde 1866 in neugotischen Formen erbaut, unter einem Satteldach eine schmiedeeiserne Gittertür zwischen fialenbekrönten Eckstrebepfeilern, in einer Nische über der Giebelluke eine Statuette des hl. Florian. | BDA-Hist.: Q37889988 Status: Bescheid Stand der BDA-Liste: 2025-06-30 Name: Wegkapelle Mariahilf, Florianikapelle GstNr.: 2103/3                                                         |
| ja    | Datei hochladen | Wohnhaus Stegmühl / Stegmühlhammer HERIS-ID: 25084 Objekt-ID: 21499                          | Gaminger Straße 29 Standort KG: Ybbsbachamt       | Der Wohntrakt des frühneuzeitlichen Hammerherrenhauses stammt im Kern aus dem 17. Jahrhundert, Aufstockung und Fassade um 1785. Steiles Walmdach mit Schleppgaupen, Faschenfenster, im Erdgeschoß teilweise mit Klostergittern, im Obergeschoß zwischen Pilastern. Unter der äußeren Putzschicht eine rote Putzquaderung aus dem 17. Jahrhundert (?), im Mittelflur gurtengegliederte Platzlgewölbe mit Putzfeldern um 1785. Die Kerbschnittbalkendecke in der Stube ist mit 1785 bezeichnet. | BDA-Hist.: Q37890072 Status: Bescheid Stand der BDA-Liste: 2025-06-30 Name: Wohnhaus Stegmühl / Stegmühlhammer GstNr.: .106/1                                                            |
| ja    | Datei hochladen | Schloss Stiebar HERIS-ID: 25079 Objekt-ID: 21494                                             | Schloß Stiebar 1 Standort KG: Ybbsbachamt         | Das im Südwesten von Gresten gelegene Schloss Stiebar – ein dreigeschoßiger vierflügeliger Bau mit klassizistischem Äußeren – entstand im späten 18. Jahrhundert aus dem durchgreifenden Umbau einer im 14. Jahrhundert an dieser Stelle gegründeten Burg. Ältester erhaltener Bauteil ist eine spätgotische Kapelle, die 1301 erstmals erwähnt wurde. Im Zuge des Umbaus wurden die Wehreinrichtungen geschleift und der Burggraben zugeschüttet. Die sechsachsige Schaufront an der Nordwestseite verfügt über lisenengegliederte Obergeschoße mit klassizistischem Dachaufsatz und ein genutetes Erdgeschoß mit zentralem Doppelportal, wobei eine der beiden Einfahrten im 20. Jahrhundert zu einer Garage umgebaut wurde. | BDA-Hist.: Q37890020 Status: Bescheid Stand der BDA-Liste: 2025-06-30 Name: Schloss Stiebar GstNr.: .374 Schloss Stiebar                                                                 |
| ja BW | Datei hochladen | Sog. Kavalierhaus, Verwaltungsgebäude des Schlosses Stiebar HERIS-ID: 25080 Objekt-ID: 21495 | Schloß Stiebar 2 Standort KG: Ybbsbachamt         | Das Verwaltungsgebäude des Schlosses stammt vom Ende des 18. Jahrhunderts. Der zweigeschoßige Bau mit Walmdach zeigt zum Schloss hin einen fünfachsigen übergiebelten Mittelrisalit, Ortsteinquaderung, und hat in der Mittelachse einen Balkon auf Volutenkonsolen über einem rechteckigen Durchfahrtsportal. Im Erdgeschoß gibt es diagonale Steckgitterfenster und einige, teilweise mit Stichkappen versehene Tonnengewölbe. | BDA-Hist.: Q37890039 Status: Bescheid Stand der BDA-Liste: 2025-06-30 Name: Sog. Kavalierhaus, Verwaltungsgebäude des Schlosses Stiebar GstNr.: .376/1 Schloss Stiebar                   |
| BW    | Datei hochladen | Ehem. Gärtner- und Gästehaus (Gartenhaus) HERIS-ID: 25081 Objekt-ID: 21496                   | Schloß Stiebar 3 Standort KG: Ybbsbachamt         | Das Gartenhaus des Schlosses wurde 1830 unter Josef den Jüngeren Freiherr von Knorr erbaut und von dessen Witwe Emilie als Gästehaus für im Schloss weilende Künstler genutzt. Der 2½-geschoßige Bau hat ein rückwärts abfallendes Pultdach. Im Inneren Kreuzgratgewölbe im Erdgeschoß und im Obergeschoß die ehemalige Wohnung von Franz Alt. | BDA-Hist.: Q37890056 Status: Bescheid Stand der BDA-Liste: 2025-06-30 Name: Ehem. Gärtner- und Gästehaus (Gartenhaus) GstNr.: .376/2 Schloss Stiebar                                     |